# Вятърна енергия
Вятърна енергия (или енергия от вятъра) е възобновяем вид енергия и представлява кинетичната енергия на въздушните маси в атмосферата. Тя се превръща в полезна форма на енергия, най-често в електрическа или механична.
- Механична енергия: вятърът е използван за
  - задвижване на платноходи,
  - помпане на вода за напояване, или
  - задвижване на вятърни мелници.
- Електрическа: с помощта на електрически генератори силата на вятъра може да се превърне в електричество.

Вятърната енергетика е бурно развиващ се отрасъл, за което свидетелства фактът, че в края на 2008 година общият капацитет на ветрогенераторите в световен мащаб е 120 GW В началото на 2009 година 80 страни в света използват този вид енергия за промишлени цели.
Вятърната енергия е чиста, без вредни емисии. За сметка на това конструирането на ветрогенератори не се посреща с ентусиазъм от всички, най-вече заради някои странични ефекти върху околната среда – разливане на смазочни материали и хидравлични течности, промени в микроклимата, опасност за птиците, загрозяване на пейзажа и други.

## Необходимост от нови източници на енергия
От една страна, високите темпове на добиване на полезни изкопаеми, и от друга, използването в производствените процеси само на ¼ от добитите суровини довежда през ХХ век до изчерпване или значително намаляване на запасите им в много региони на света. Установено е, че ако темповете, с които нараства добивът на полезни изкопаеми в света, се запазят, те много бързо ще бъдат изчерпани.
През 70-те години на ХХ век възниква енергийна криза, която е резултат от увеличената цена на нефта от Близкия изток. Преодоляването на енергийната криза е свързано с известно ограничаване на използването на нефт в развитите страни, с въвеждане в експлоатация на нефтогазовите находища в шелфа на Северно море и на други нови находища и с търсене на алтернативни източници на енергия. Причините за суровинно-енергийния проблем са количеството и качеството на природни ресурси, неравномерното им териториално разпределение, нарастването на техния добив, нерационалното им използване от човека в процеса на неговата стопанска дейност и рязкото увеличаване в броя на населението.
Екологичните проблеми са пряко свързани със суровинно-енергийния проблем. Постоянното изгаряне на суровини (на въглища в ТЕЦ-овете например) предизвиква отделянето на въглероден диоксид в атмосферата, който е от основните фактори за глобалното затопляне. Всички тези факти налагат търсенето на нови видове източници на енергия, на алтернативни решения. Едно такова решение е вятърната енергия, добита от механичната сила на вятъра, при която кинетичната му енергия се превръща в електрическа.

## Предимства на вятърната енергия
Вятърът е практически неизчерпаем източник на енергия и не води до замърсяване и до климатични аномалии, с други думи притежава качества, с които нито един от традиционните източници за производство на електроенергия не може да се похвали. Чистите и ефективни модерни технологии дават надежда, че бъдещето може да е основано на неизчерпаеми и незамърсяващи околната среда производства. Приложенията на вятърната енергия са: за производство на електричество в така наречените „вятърни ферми“, за зареждане на акумулатори, осветление на сгради, паркинги, паркове, за захранване на офис оборудване и климатични инсталации и по принцип за задоволяване на всякакъв вид енергийни нужди.

### Вятърни турбини
Вятърните технологии използват енергията на въздушните маси над земната повърхност, които са резултат от движението, предизвикано от топлината на Слънцето и движението на Земята. Въздухът задвижва перките на енергийното съоръжение, монтирани на ротор в резултат на силата, която се създава от разликата в наляганията между високото налягане върху плоската повърхност на перките и ниското налягане на обратната им страна. Въртенето им води до директно производство на механична енергия, която може да се превърне в електрическа с помощта на електрогенератор. Най-общо казано, вятърната турбина е уред, който превръща вятърната кинетична енергия в електрическа. За разлика от вятърните водни помпи, които са с много перки, за да имат по-голям въртящ момент, електрогенераторите са с 2 или 3 витла, като при тях целта е висока скорост на въртене. Освен с хоризонтална ос, генераторите могат да са и с вертикална. Оста е свързана посредством предавателна кутия.
Роторът се състои от хъб, три витла и система за стъпково регулиране на ъгъла на атака на всяко витло спрямо въздушния поток, като всички компоненти са разположени насрещно на вятъра. Те са със специална аеродинамична форма, за да могат да създават и използват подемната сила на въздушното течение. Механичната мощност на роторните витла се подава към генератора посредством трансмисионната система. Тя се състои от кутия с предавателен блок от зъбни колела, блокираща система, както и от спомагателни смазваща и охлаждаща системи. Предавателния блок от зъбни колела осъществява преобразуване на оборотите. Блокиращата система е разработена да „заключва“ генератора, когато турбината е спряна. Въртящата система обръща корпуса (кутията) на ротора по направлението на „вятърната атака“, използвайки задвижващ и зъбен механизъм. Микропроцесорна система следи и контролира състоянието на системите на вятърния генератор. Регулиращите системи са разработени за дистанционно обслужване от станция посредством оптични влакна.
Вятърните турбини могат да бъдат използвани самостоятелно или да бъдат свързани към електрическа мрежа, или дори комбинирани с клетки за събиране на слънчева енергия. Те се монтират върху кула. В повечето случаи вятърът е толкова по-силен и постоянен и по-малко завихрен, колкото по-голяма е височината, до която достига кулата. Самостоятелните турбини обикновено се използват за изпомпване на вода или комуникации, но домакинствата и отдалечените селища, намиращи се в по-ветровити зони, могат да ги използват за генериране на електрическа енергия.
Генераторите варират по размери: от произвеждащи 1 kW съоръжения (подходящи за битови сгради) до огромни мултимегаватови (1 MW = 1000 kW) устройства, включени към националната електрическа мрежа.
Важно е да се отбележи, че изобретатели и конструктори на вятърни генератори фокусират работите си върху устройства, които принудително да ускоряват въздушния поток – например чрез ветрозаборници (кофузори), които ускоряват вятъра преди попадането му върху ротора на турбината. За подобни цели се ползват и фуниеобразно разширяващи се тръби (дифузори), монтирани зад роторите на турбините. Дифузорите и кофузорите могат да увеличат мощността на турбините няколко пъти в определени режими на работата ѝ. Поради големият разход на пари те се използват малко в практиката.

## Вятърната енергия във водните басейни
Интересен факт е, че използването на морския вятър представлява по-широкомащабно и по-голямо предизвикателство, както и по-скъпо начинание, отколкото използване вятъра на сушата. Огромният му потенциал се дължи на отличните морски вятърни ресурси, които са по-силни и постоянни от тези на сушата. Това води до по-висока производителност.
Фермите представляват много вятърни турбини, разположени на едно място. Вятърните турбини се монтират на пилони, които могат да достигнат до дълбочина от около 25 – 30 метра, но за истински дълбоки води единственото възможно решение са плаващи платформи. Предвижда се тези съоръжения да бъдат сглобявани на сушата и след това да бъдат закрепвани на желаното място с помощта на бетонна котва. За съхраняването на получената енергия се предлагат няколко варианта. Единият предвижда изграждането на огромни съоръжения, подобни на батерии, които да съхраняват произведената енергия.
Спънка пред осъществяването на проекти от този род е и възражението на военните. Освен това те създават област на „радарен хаос“, който сериозно затруднява получаването на сигнали от самолети в околността. Една вятърна турбина бива засичана от радара горе-долу на всяко шесто изпращане на сигнали, задълбочавайки ефекта на „радарния хаос“. А ако случайно няколко перки се появят една след друга, объркването става пълно.
Съществува и метод, предназначен да изкорени трудностите още в зародиш. Компютърно генериран модел на вятърна турбина би могъл да бъде използван, за да се предвиди какво би било нейното радарно отражение и по този начин да се намали значително възможността тя да бъде сбъркана със самолет. Има и трети вариант – изработването на перките от специални материали, поглъщащи радарните вълни.

## Вятърната енергия по света
Добивът на енергия от вятъра е извървял дълъг път от първите прототипи от преди 20 г. В проучване бе направено заключението, че количеството енергия, добивано от вятъра в световен мащаб, ще нарасне с 12% до 2020 г. В края на 2008 световно генерираната енергия от вятърните турбини достига 121,2 GW.

### В Европа
Европа остава световен лидер във вятърната енергия, въпреки че се наблюдава глобализация на пазара. В ЕС има различни преки икономически и административни преференции при изкупуване на електричество, произведено от вятъра. В Германия например преките субсидии само за вятърна енергия през 2003 г. надхвърлят 20 милиарда евро. Дания през 2014 г. е получила 39% от необходимата ѝ електроенергия чрез вятърни генератори, като във ветровити дни към средата на 2015 г. е можела да задоволи 140% от нуждите на страната; Шлезвиг-Холщайн (най-северната провинция на Германия) – 11%; Навара (промишлената област на Северна Испания) – 20%.

### В САЩ
Технологията за вятърната енергетика се развива много бързо в САЩ и осигурява чиста, сигурна и неизчерпаема енергия на потребителите в цялата страна. Днес този вид възобновяема енергия може да конкурира традиционната. В САЩ ползват данъчен кредит за електропроизводство от вятърни енергоинсталации. Според изследвания на Министерство на енергетиката на САЩ само три щата – Северна Дакота, Южна Дакота и Тексас са в състояние да задоволят електропотреблението на САЩ, използвайки енергията на вятъра.

### В Африка
Проект за изграждането на най-големите в Африка мощности за производства на електричество от вятъра е започнат от французи. Етиопия e подписала договор на стойност 220 млн. евро с френската компания Vergnet.

### В България
Редица качества правят вятъра, респ. добитата от него енергия, незаменими: има го в изобилие; евтин е; практически неизтощим източник на енергия; не води до замърсяване и до климатични аномалии; липса на експлоатационни разходи, свързани със закупуване на горива и др. Това предполага и рационалното му използване в България.
Първата енергийно свързана ветротурбина към обществената електроразпределителна мрежа работи в Ахелой. Тя е част от проект за енергийно обезпечение на животновъдна ферма, който е осъществен с подкрепата на правителството на Кралство Холандия. Първият български инвеститор изгради и пусна в експлоатация ветроелектрическа централа, състояща се от една турбина с мощност 225 kW през 2003 г. През следващата 2004 г. бяха изградени десетина вятърни турбини.
В България в процес на разработка са проекти за вятърни електроцентрали с обща мощност около 1000 MW, което става благодарение на „благоприятните условия“, създадени от Закона за енергетиката. Макар и „започнала от нула“ преди няколко години, вятърната енергетика бързо набира скорост и в България. Благоприятно в тази посока се отразяват климатичните тенденции, които се наблюдават на територията на България през последните 30 години, а именно увеличаване силата на вятъра и намаляване на количеството на валежите. Това се дължи на глобалното затопляне и на прогресивното обезлесяване в България.